# PGC 1758016
LEDA/PGC 1758016 ist eine Galaxie im Sternbild Krebs auf der Ekliptik. Sie ist schätzungsweise 1,3 Milliarden Lichtjahre von der Milchstraße entfernt und hat einen Durchmesser von etwa 80.000 Lichtjahren. Vom Sonnensystem aus entfernt sich das Objekt mit einer errechneten Radialgeschwindigkeit von näherungsweise 28.600 Kilometern pro Sekunde.
Im selben Himmelsareal befinden sich unter anderem die Galaxien NGC 2594, PGC 23717, PGC 1742240, PGC 3089410.